# شوننبيرغ
شوننبيرغ (بالألمانية: Schönenberg) هي بلدية سويسرية تتبع لمقاطعة هورغن في كانتون زيورخ. تبلغ مساحتها 11.00 كيلومتر مربع، ويقدر عدد سكانها بـ 1847 نسمة (حسب تعداد ديسمبر 2017).

## أعلام
- يوهان ياكوب بودمر